# Thanya Castrillón
Thanya Castrillón (1981, La Felguera, Asturias) es una artista e ilustradora española especializada en arte fantástico y erotismo. Su trabajo revela una gran carga de sensualidad mezclada con grandes dosis de magia e incursiones en el ámbito de lo sobrenatural.

## Biografía
A edad muy temprana comenzó a manifestar su pasión por el dibujo y la pintura y pronto se vio influenciada por el mundo de la Espada y brujería en sus diversas formas de expresión: cine, libros, otros artistas y pintores... Ello ha sido un referente constante a lo largo de su obra, pero siempre bajo el enfoque de su propio estilo.
Cursó estudios de Diseño Gráfico e Ilustración en la Escuela de Arte de Oviedo  y, en lo profesional, ha puesto su pincel a disposición tanto de empresas que requerían exactitud y realismo puros (como un estudio de ilustración médica) como otras que le han permitido adentrarse más en el mundo de lo fantástico, particularmente trabajando para varias publicaciones y editoriales especializadas en el mundo de los Juegos de rol  y la fantasía como Ars Epica, Nosolorol Ediciones, La Marca del Este, ArTTiko, Virtualbuk, Dibbuks...
Su primera aparición internacional tuvo lugar al publicar una representación de su obra en el libro de ilustración "Exotique 7" (2011), de Ballistic Publishing, donde aparece, junto con otros autores, como uno de los máximos exponentes del arte digital fantástico de personajes del momento.
En 2012 aparece en "S", de Ediciones Babylon, otro compendio de algunos de los mejores ilustradores españoles.
2013 es el año de su primer libro de ilustración en solitario: "Luces en la Oscuridad", que recoge un buen muestrario de su obra y nos enseña, como reza el propio título del libro, un desfile de personajes que aparecen como brillos que emergen de un mundo sombrío y misterioso.
En 2015 ilustra para Uve Books una versión de Carmilla, de Joseph Sheridan Le Fanu cuya primera edición, aunque de tirada corta, fue vendida en poco tiempo.
Ha participado en diversas exposiciones y eventos: varias ediciones de las Jornadas Internacionales del Cómic Villa de Avilés y Celsius232 (también en Avilés) o los encuentros artísticos y culturales Metrópoli y Cultur3 Club, en Gijón.
En noviembre de 2015, el periódico El Comercio (España) le dedicaba una página donde, en palabras de la propia Thanya, mostraba su predilección por la técnica tradicional frente a la digital, así como el gusto por el protagonismo e independencia de la mujer en su obra.

## Influencias
Ha mostrado su admiración por los autores prerrafaelitas y otros ilustradores como Aleksi Briclot, Jean-Sebastien Rossbach, Jean-Baptiste Monge, Brian Froud, Justin Sweet o Julie Bell